# Tolentino Pérez Soto
Tolentino Pérez Soto (Punta Arenas, 11 de agosto de 1937) es un profesor, técnico sanitario, politólogo, comunicador social y político chileno.

## Biografía
Nació en Punta Arenas el 11 de agosto de 1937. Hijo de Castor Pérez Alfaro y Carmen Soto Bahamondes.
Se casó con Orietta Inés Gallardo Cárdenas quien falleció en 2003 y, con quien tuvo cuatro hijas: Orietta, Tamara, Pamela y Soraya.  
Casado en segundas nupcias con la Profesora Lidia Florentina Ruiz en 2007.
Realizó sus estudios superiores en la Universidad de Chile donde cursó la carrera de Pedagogía en Castellano. Posteriormente, ingresó a la Escuela de Salubridad de esa misma universidad titulándose de técnico sanitario por el Servicio Nacional de Salud.
En la Universidad de Montevideo, Uruguay, se graduó en Ciencias Políticas y en la Universidad Acosta de Mérida, Venezuela, de comunicador social.
Una vez egresado de sus dos primeras carreras, ejerció como profesor y educador sanitario.

### Vida pública
Durante sus años universitarios fue presidente de la Federación de Estudiantes.
En 1952 se integró a la Falange Nacional y en 1957 al Partido Demócrata Cristiano. En la colectividad ocupó los cargos de presidente de la Juventud de Magallanes entre 1954 y 1958; presidente del Grupo Demócrata Cristiano del Instituto Pedagógico en 1960; presidente comunal de Punta Arenas en 1961; y presidente de la Juventud en 1962. En 1963 alcanzó la presidencia del partido en Punta Arenas, ejerciéndola hasta 1964. Al año siguiente, presidió el Primer Congreso Provincial. En 1966 tuvo bajo su mandato el Primer Congreso de Trabajadores Demócrata Cristianos.
De manera simultánea, entre 1961 a 1963 desempeñó la presidencia provincial de los Trabajadores de la Salud. En 1962 asistió al Congreso Sanitarista en Uruguay en calidad de delegado.
Entre 1964 y 1968, fue nombrado gobernador de la provincia de Última Esperanza en la Región de Magallanes y Antártica Chilena. Paralelamente, en 1967 fue intendente de Magallanes subrogante.
En las elecciones parlamentarias de 1969 fue elegido diputado por la Vigesimoséptima Agrupación Departamental de Última Esperanza, Magallanes y Tierra del Fuego. Integró la Comisión Permanente de Gobierno Interior, de la que fue presidente; y en 1969 la de Minería. Durante su labor se especializó en la Reforma Agraria en Magallanes y en la situación de los chilenos en la Patagonia argentina.
En las elecciones parlamentarias de 1973 fue reelecto por la misma Agrupación Departamental.  Integró la Comisión Permanente de Gobierno Interior; la de Constitución, Legislación y Justicia; la de Vivienda y Urbanismo; y la de Régimen Interior, Administración y Reglamento. El golpe militar del 11 de septiembre de 1973 puso término anticipado su período parlamentario.

## Historial electoral

### Elecciones parlamentarias de 1973
- Elecciones parlamentarias de 1973 para la 27.ª  Agrupación Departamental, Magallanes, Última Esperanza y Tierra del Fuego.